# 神秘植物學
神秘植物學（英語：Cryptobotany），又稱傳說植物學，是一種專門研究未知或傳聞植物的植物學，為神秘生物學之一支（另一為神秘動物學），主要包含兩個領域：
- 經由已經滅絕植物的化石紀錄來尋找殘存的個體。
- 尋找因為缺乏證據，尚未被確認，但是存在於神話、傳說，或未公開的目擊紀錄中的植物。